# Mássalhangzó-zöngésülés és -zöngétlenedés
A fonológiában a zöngésülés és zöngétlenedés hangváltozást jelent. Ennek során a mássalhangzó megváltozik, és egy adott zöngétlen hang a zöngés párjává alakul vagy fordítva.
A zöngésülés a mássalhangzók változásain belül a részleges hasonulások közé tartozik, a hang hangszálműködés szerint hasonul.

## A zöngésülés esetei
- A h két magánhangzó közt vagy zengőhang szomszédságában, azok hatására, zöngésül.
- sugorgat > zsugorgat
- Zöngésülés előfordult a magyar nyelvfejlődésben, pl. a p--ből b- lett.
- Intervokalikus zöngésülés: a zöngésülés a környező magánhangzók miatt lépett fel
  - Halotti Beszéd: szoboduχ’χ’a ~ szabadíjja
- Csak egyes szavakra kiterjedő zöngésülés
  - k > g
    - Szó elején: török küren > magyar görény
    - Szó végén: török tözäk > magyar tőzeg

  - t > d
    - Szó elején: török törsöl > magyar dörzsöl

  - sz > z
    - Szó elején: szaj > zaj
    - Szó belsejében: hé-szak > hézag

  - s > zs
    - Szó elején: sugorgat > zsugorgat
    - Szó belsejében: török törsöl > magyar dörzsöl

## Zöngétlenedés
A szóvégi zöngés mássalhangzó gyakran zöngétlenedik a Du.túl nyugati részén. Pl.: küszöp, szalat, áty.

## Példák a zöngésülésre az angol nyelvben
Az alábbi néhány angol szópár bemutatja a mássalhangzók zöngésülését:
- belief - believe
- life - live
- proof - prove
- strife - strive
- thief - thieve